# Rektionskompositum
Rektionskompositum ist ein Begriff aus der Wortbildungslehre. Ein solches Kompositum hat einen sog. Kopf (letzter Bestandteil des Wortes) mit spezifischen Rektionseigenschaften, meist weil der zweite Bestandteil oft ein abgeleiteter Substantivstamm ist, der wiederum von seiner Basis (einem Verb- oder Adjektivstamm) gewisse Valenzeigenschaften beibehält.
Beispiel: Geldwäscherfahndung
Das Verb fahnden besetzt seine Objektstelle mit einem Präpositionalobjekt → fahnden nach jemandem oder nach etwas; genau so wenn dieses Verb substantiviert wird zu Fahndung nach jmd. oder etw. Wird dieses Substantiv nun zum Kopf eines Kompositums, so kann der erste Bestandteil die Rolle des Präpositionalobjektes beibehalten: jmd. fahndet nach Geldwäschern → Fahndung nach Geldwäschern → Geldwäscherfahndung

## Interpretation des Kompositums
Die Interpretation des Kompositums kann nicht beliebig vonstattengehen, sondern muss immer rückbezogen werden auf die Valenz des Basisverbs und die damit verbundenen semantischen Rollen der Bestandteile.